# 太空大战
《太空大战》是Cinematronics于1977年发行的街机射击游戏。如同1962年PDP-1上的原型游戏《太空戰爭！》 ，本作亦採用黑白矢量图形。Cinematronics後以本作硬件為基礎開發了一眾向量圖街机游戏。日本版由太東於1978年发行；Vectrex移植版1982年面世。
《Space Wars》1978年售出10,000台，成為1978年美国创收最高的街机游戏，以及次年美国收入第六高的街机游戏。